# EasyBeans
EasyBeans は、OW2 Consortiumがホスティングしているオープンソースの Enterprise JavaBeans (EJB) コンテナである。LGPLでライセンスされている。JOnASのEJBコンテナとして採用されている。
EJB 開発を容易にすることを目的としている。バイトコード注入（ObjectWeb ASM を利用）、IoC、POJO といった新アーキテクチャを採用し、OSGiバンドルや他のフレームワーク（Spring、Eclipseプラグインなど）に組み込むことができる。
EJB 3.0 を完全実装しようとしており、Session Beans や Message Driven Beans も利用可能である。